# Ivan Hitrec
Ivan 'Ico' Hitrec (Zagreb, 13. travnja 1911. – Zagreb, 11. listopada 1946.) smatra se najboljim hrvatskim igračem nogometa u razdoblju prije Drugoga svjetskog rata. 

## Igračka karijera
Ico Hitrec počeo je igrati nogomet u zagrebačkoj HŠK Iliriji. Kao 14-godišnjak došao je u HAŠK, s 16 godina bio je prvotimac u seniorima a s 18 je već igrao u reprezentaciji Jugoslavije. Kao središnji napadač postaje poznat nakon što je zabio oba gola u pobjedi (2:1) protiv poznatog španjolskog vratara Ricarda Zamore za vrijeme prve noćne utakmice u Zagrebu na stadionu u Kranjčevićevoj ulici kada su se susrele momčadi Zagreba i Madrida 1931. godine.
Kao jedan od prvih hrvatskih internacionalnih igrača otišao je igrati za Grasshoppers u Švicarsku, gdje ga je tada najprestižniji športski časopis u Europi Kicker uvrstio u idealnu postavu europske elitne 11 (jedanaestorke). Igrajući za Grasshoppers u susretu s bečkom Austrijom, u Lausanni 1932. godine, teže je ozlijeđen (prijelom potkoljenice). Nakon oporavka, nastavio je kratko vrijeme igrati u zagrebačkoj Šparti te ponovno u HAŠK-u osvojivši prvenstvo Jugoslavije u sezoni 1937./38.
Dana 11. listopada 1946. godine u Zagrebu, Ico Hitrec je umro iznenadnom smrću u 35-oj godini života.
U čast Ice Hitreca i Ratka Kaciana, dvojice prerano preminulih legendarnih dinamovih igrača, danas se zove omladinska nogometna škola zagrebačkog Dinama, te nogometno igralište Hitrec Kacian.

## Reprezentativna karijera
Odigrao je 5 utakmica za reprezentaciju Zagreba i jednu za B reprezentaciju Jugoslavije (1936. godine). Za jugoslavensku A reprezentaciju (između 1929. i 1939. godine) odigrao je 14 utakmica i postigao 9 pogodaka. Prvu utakmicu je odigrao 1929. godine protiv Rumunjske (3:2) u Bukureštu, a posljednju 1939. godine protiv Njemačke (1:5) u Zagrebu.
Ico Hitrec je jedan od sedmorice Hrvata nogometaša koji su bojkotirali nastup za reprezentaciju Jugoslavije na Svjetskom nogometnom prvenstvu 1930. godine u Urugvaju zbog preseljenja JNS-a iz Zagreba u Beograd. Hrvatski igrači nisu otišli, zajedno s tadašnjim izbornikom Antom Pandakovićem, a momčad je naposljetku bila sastavljena od igrača iz beogradskih klubova.

## Trenerska karijera
Poslije Drugog svjetskog rata kraće vrijeme bio je trener OŠK Mladosti iz Zagreba.

## Športsko-administrativna karijera
Za vrijeme Drugog svjetskog rata bio je tehnički referent HAŠK-a. Nakon Drugog svjetskog rata bio je prvi tehnički referent Dinama, 1945. godine, u čijoj su radnoj sobi, u Električnoj centrali, u Gundulićevoj ulici, okupljali najistaknutiji igrači Građanskog razgovarajući o stvaranju novog kluba plave boje dresova koji je poslije ponio ime Dinamo Zagreb. 

## Priznanja
Grasshopper Club Zürich
- Švicarski nogometni kup (1): 1932.

HAŠK
- Prvenstvo Kraljevine Jugoslavije (1): 1937./38.

## Zanimljivosti
Sam Hitrec je uvijek govorio da mu nije drago izvoditi udarce s 11 metara (penale ili jedanaesterce) jer su "pre blizu" (vratima). Kao vrhunski sprinter bio je sposoban sprintati 100 metara ispod 12 sekundi što je u njegovo vrijeme bilo poprilično brzo uzevši u obzir da je u isto vrijeme Jesse Owens trčao 100 metara za 10,30 sekundi.

## Vanjske poveznice
- Dinamova škola nogometa "Hitrec–Kacijan"
- (srp.) Priča o karijeri na siteu Srpskoga nogometnog saveza[neaktivna poveznica]